# いて座A*
いて座A*（いてざエー・スター、略号Sgr A*）は、天の川銀河の中心にある明るくコンパクトな天文電波源。より大規模な構造の電波源領域であるいて座Aの一部である。いて座A*の位置には超大質量ブラックホールが存在すると考えられ、多くの渦巻銀河や楕円銀河の中心にも同じように超大質量ブラックホールがあるというのが定説となっている。いて座A*の周囲を公転している恒星S2の観測によって、銀河系中心に超大質量ブラックホールが存在する証拠と、ブラックホールに関するデータがもたらされおり、いて座A*がそれであるという推論になっている。2022年に、イベントホライズンテレスコープ (EHT)により直接観測に成功している。

## 観測とその歴史
地球といて座A*との間は、塵とガスによる星間減光が25等級にも及ぶため、可視光による分光観測が難しい。そのため、観測は主に赤外線、電波、X線で行われている。
また、いて座A*は、他にはない相対性理論の格好の実験場とも考えられる。相対性理論が予測する現象と観測との間で相違が発見されるかもしれないし、予測と観測が一致すれば相対性理論を補強する結果となる。

### 電波

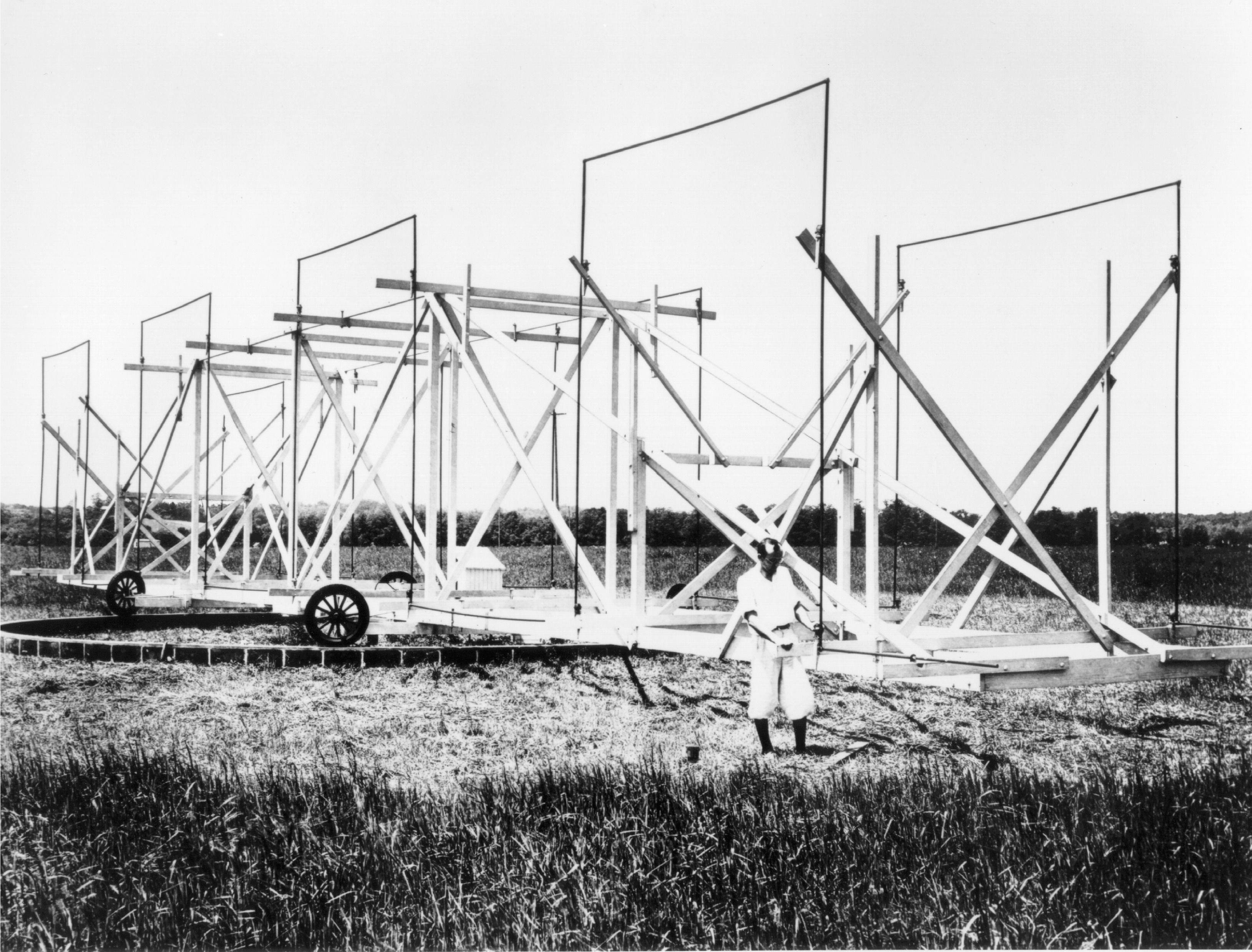
ジャンスキーのアンテナ。このアンテナで天の川からの電波を検出した。

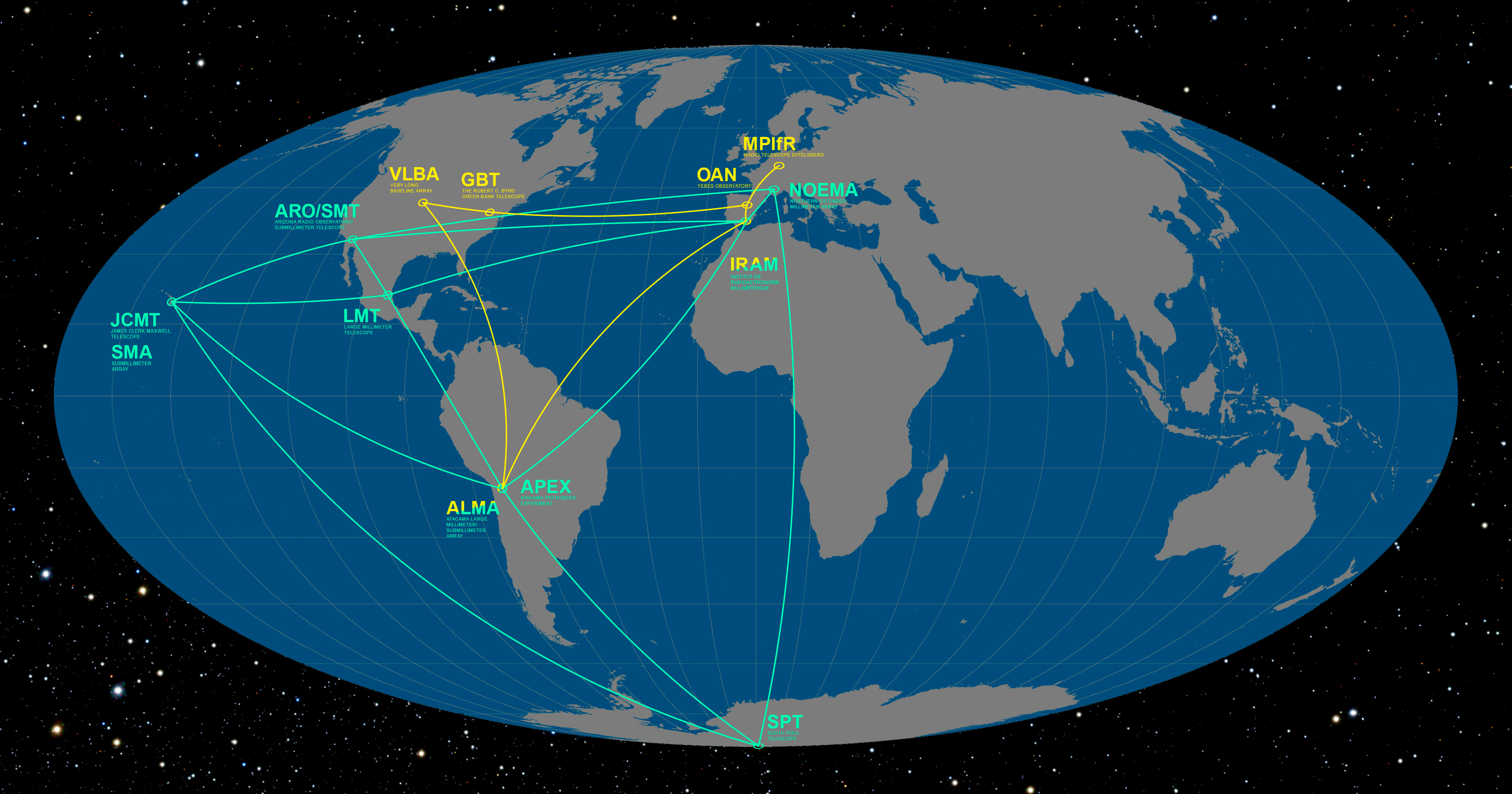
事象の地平線望遠鏡とグローバルミリ波VLBIアレイに参加する電波望遠鏡群。出典: ESO / O. Furtak

いて座辺りの銀河系中心方向から電波が放射されていることは、ジャンスキーが、1933年に初めて明らかにした。1974年2月に、アメリカ国立電波天文台の電波干渉計でその領域が観測され、いて座A*が発見された。「いて座A* (Sgr A*)」という名称が定着する前には「GCCRS (the galactic center compact radio source)」や「Sgr A(cn)」（cnはcompact non-thermalの略）などとも呼ばれていた。Sgr A*という名称は、1982年にこの電波源の周囲にジェットのような構造を発見した報告の中で、初めて用いられた。発見者の一人ロバート・L・ブラウンは、この電波源が「興奮させる (exciting)」ものであったこと、そして原子物理学でいう「励起状態 (excited states)」にある原子には「*」が付されて表記されることから、「Sgr A*」という表記を思い付いた、としている。
VLBIの手法を用い、世界各地の電波望遠鏡を結んだ地球サイズの電波望遠鏡で、いて座A*のブラックホールを直接観測している。2008年時点で、最も高い空間分解能の観測は、波長1.3mmで行われ、電波源の大きさは角度で37マイクロ秒と求められている。この大きさは、天体までの距離を2万6000光年とすると、直径4400万kmに相当する。太陽系の大きさと比較すると、太陽から地球までの距離が約1億5000万km（1天文単位）、惑星の中で太陽に最も近い水星までの距離が約4600万kmとなる。また、いて座A*の固有運動も調べられ、赤経が1年あたり-2.7ミリ秒、赤緯が1年あたり-5.60ミリ秒と見積もられている。2017年4月、事象の地平線望遠鏡（EHT）、グローバルミリ波VLBIアレイ（GMVA）による観測が行われた。
2022年5月12日、ブラックホールの直接観測を目指す国際プロジェクトイベントホライズンテレスコープ (EHT) により、いて座A*に存在する超大質量ブラックホールの直接観測に成功したと発表された。ブラックホールの直接観測に成功したのはM87の中心にある超大質量ブラックホールに次いで観測史上2例目である。

### 赤外線

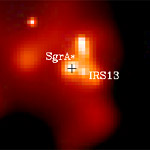
銀河系中心のいて座A*とGCIRS 13E（IRS 13）

赤外線では主に、いて座A*の周囲に存在する恒星や、高温のガス雲の観測が行われている。特に、1992年から続く、恒星の運動速度と、いて座A*との位置関係の測定によって、いて座A*の質量が見積もられ、いて座A*が超大質量ブラックホールである証拠が蓄積されている（詳細は、中心ブラックホール節を参照）。
2004年、いて座A*からおよそ3光年の距離を公転する天体GCIRS 13Eの中に、中間質量ブラックホール候補が発見された。GCIRS 13Eは7つの恒星からなる星団で、その中に太陽の1,300倍の質量を持つブラックホールがあると予想されている。GCIRS 13Eの存在は、超大質量ブラックホールが周辺のブラックホールや恒星を吸収することで、ここまで大質量に成長したという仮説の裏付けとなる可能性がある。

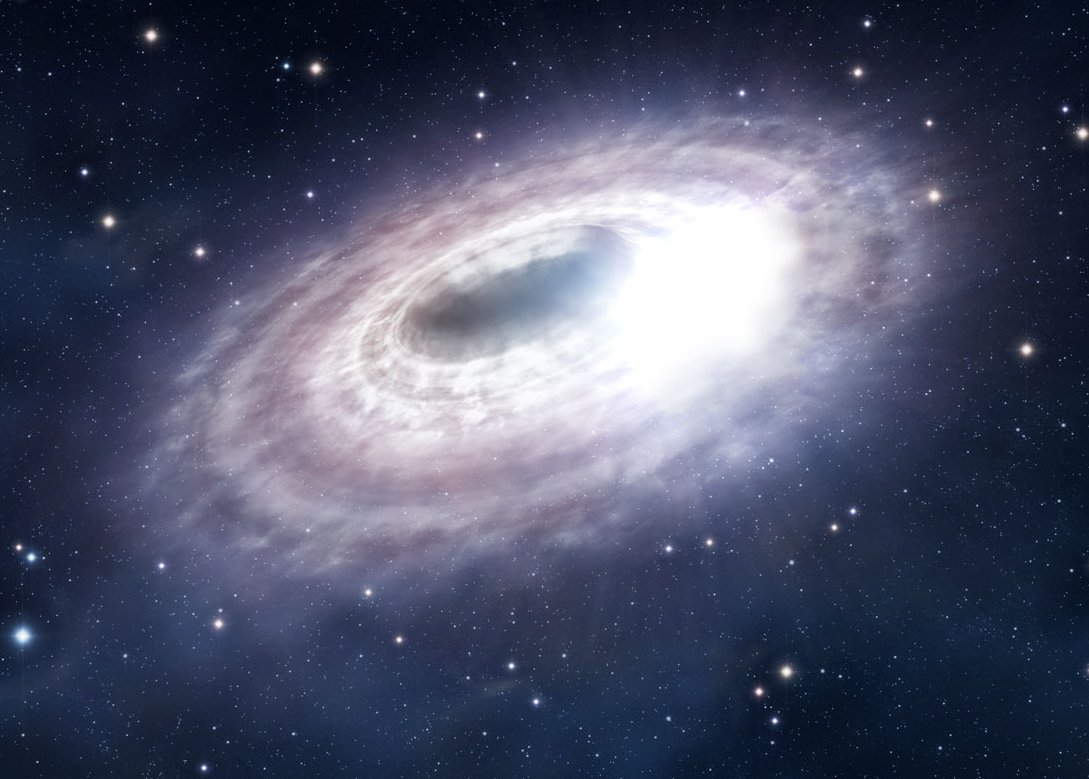
いて座A*周囲の降着円盤と発光するガスの想像図。出典: ESO / L. Calçada

また、近赤外線で超大質量ブラックホール本体付近で発生した爆発現象が観測されている。2008年、VLTによる観測で、いて座A*からの近赤外線放射が急激に増大したことが発表された。サブミリ波との同時観測から、この増光現象は、ブラックホールへ向かって降着しつつあるガス塊が引き伸ばされて崩壊し、加熱したことによる放射と推測されている。

### X線

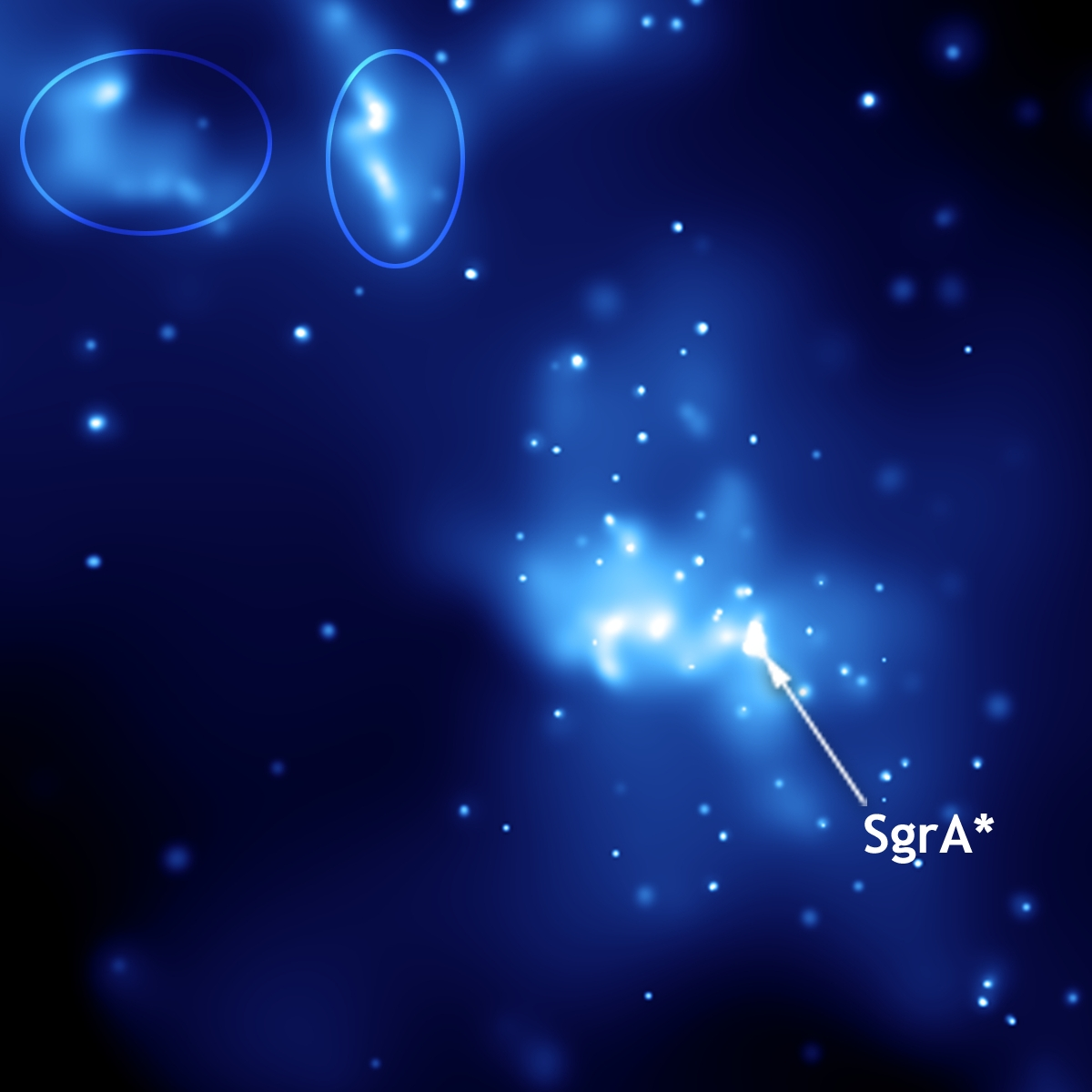
いて座A*（中央）と最近の超新星爆発による2つの光のこだま（丸で囲んだ部分）。出典: NASA / CXC / Caltech / M. Muno, et al.

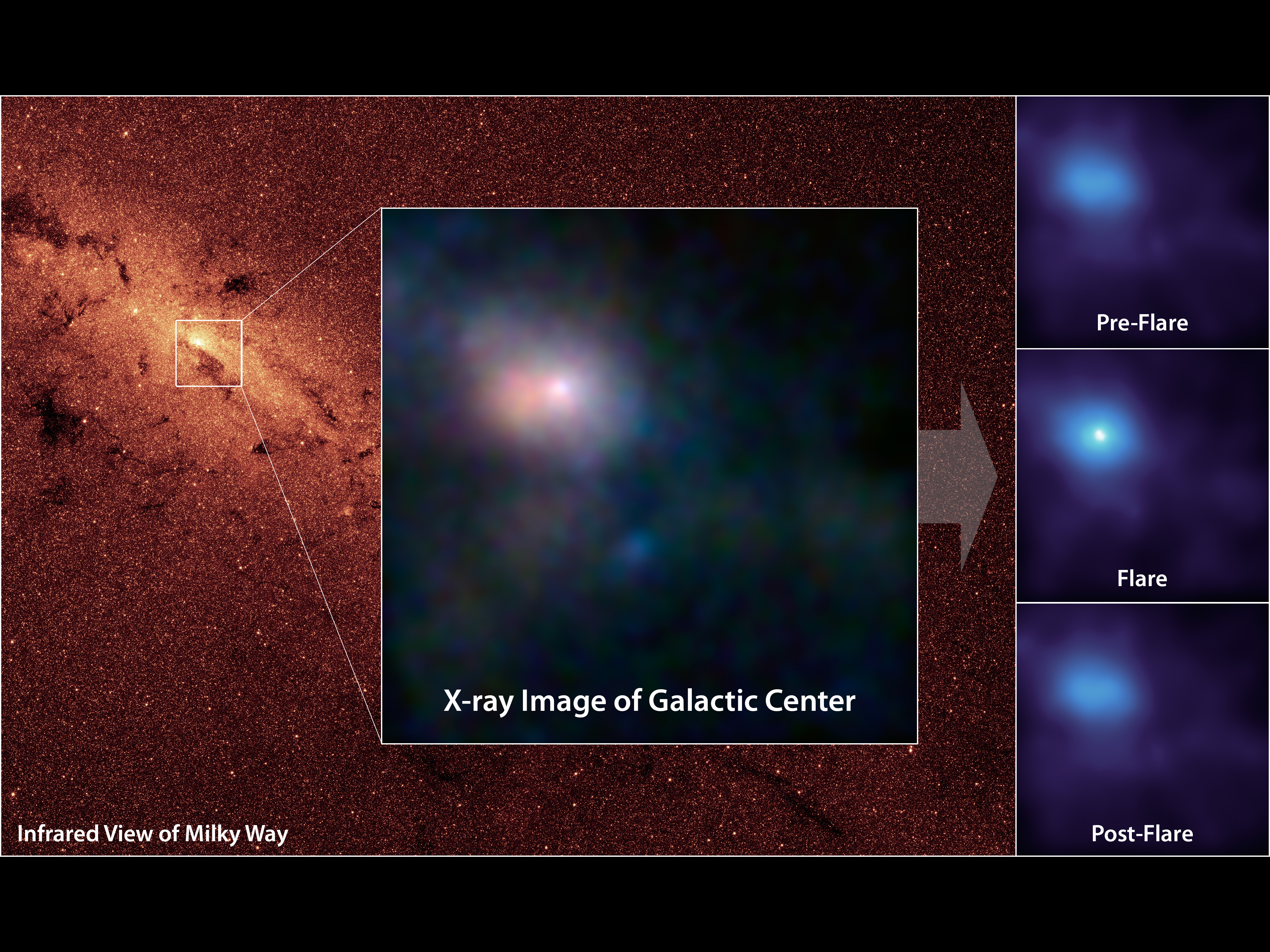
NuSTARが高エネルギーX線で初めて超大質量ブラックホール付近をとらえた。出典: NASA / JPL-Caltech

2012年、X線観測衛星NuSTARによる観測で、高エネルギーX線でいて座A*付近の詳細を初めてとらえ、ブラックホール近傍にある高温の物質から放射されるX線の強度が変化する爆発現象を検出した。最大強度の時、ブラックホール近傍の物質の温度は、1億Kに達したと考えられる。
2015年1月5日、チャンドラX線観測衛星が、いて座A*から平常時の400倍もの強度があるX線の爆発的増光を検出した、と発表された。この特異な現象の発生原理については、2つの仮説が考えられている。1つは、小惑星がブラックホールに飲み込まれる際の爆発である、というもの。ブラックホールに接近し、潮汐力で崩壊した小惑星が、ブラックホールの周りをしばらく周回し、飲み込まれる際に、ブラックホールの周りのガスと衝突し、流星のように発光するというもの。もう1つの仮説は、いて座A*へ落ち込むガス中の磁力線が、太陽フレアの発生機構と考えられている磁気リコネクションを起こして爆発した、というものである。

## 中心ブラックホール
いて座A*に大質量のブラックホールがあるのではないか、という仮説は、1980年代には広く研究されるようになっていた。これは、いて座A*から観測される電波には、熱放射とは異なる原理で放射される電波と、非常に高温の領域から放射される電波と、両方の性質の電波が含まれていること、いて座A*の固有運動が、周辺の天体と比べて非常に小さくほとんど動いていないこと、いて座A*周辺のガスや恒星の運動速度が銀河系中心付近に巨大な質量が存在することを示唆していたことから、そのように予想されていた。

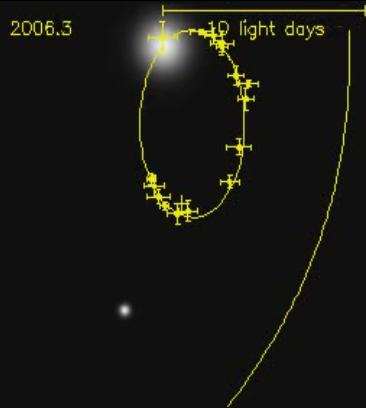
いて座A*の周りを公転するS2の軌道。

2002年10月16日、マックス・プランク地球外物理学研究所（MPE）のライナー・シェーデルらの研究グループが、いて座A*近くの恒星S2の固有運動を10年間観測した結果、いて座A*は大質量のブラックホールである可能性が高い、と報告した。S2の観測は、強い星間減光の影響を避けるため、近赤外線の干渉計で行い、SiOメーザーを使って電波での観測と位置合わせを行った。いて座A*の近傍にある恒星の中では、S2は明るく運動速度も大きいので、他の恒星と分離して追跡するのに好都合だった。
VLBIの観測によって得られた電波での画像と位置を合わせて重ねると、S2がいて座A*の周りを公転していることが確かめられた。S2のケプラー軌道を精査した結果、いて座A*は質量が太陽質量の約260万倍で、それが半径17光時（120AU）を超えない空間に収まっていると推定された。いて座A*付近の別の恒星S14の観測から同じような推定をしたところ、太陽の410万倍の質量が、半径6.25光時（45AU）以内にあると見積もられた。これらの観測では、同時に地球から銀河系中心までの距離も計算され、約8kpcと求められた。
16年にわたり、いて座A*の周囲を公転する恒星の運動を追跡した結果、S2が公転軌道を1周するのを見届けたMPEのシュテファン・ギレッセンらのグループは2009年、いて座A*の質量を太陽の431万倍と発表した。グループを率いるラインハルト・ゲンツェルは、この質量と密度からすると、ブラックホールであることに疑いの余地はなく、超大質量ブラックホールが実在する最大の証拠であるとした。

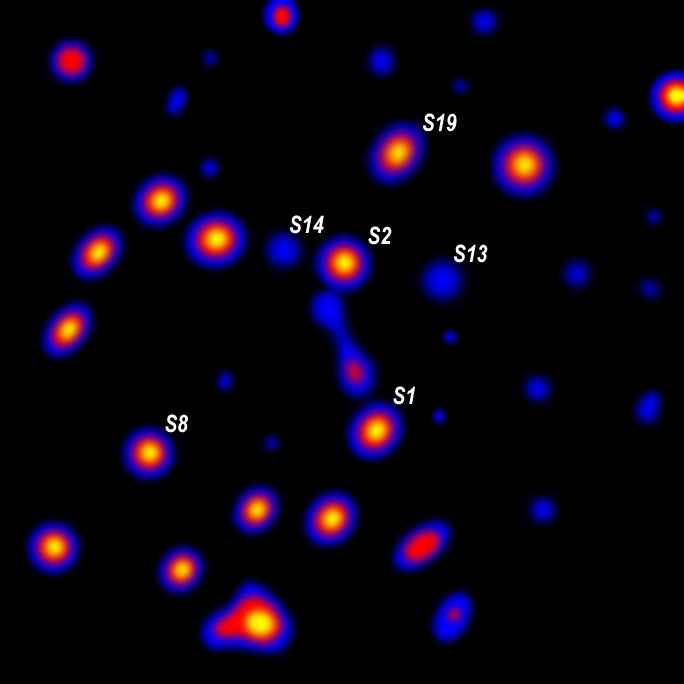
いて座A*を中心とする1秒角四方にある恒星（イラスト）

いて座A*の周囲を公転する6つの恒星の軌道。

現在、いて座A*の質量は、2通りの方法で見積もられている。
1. ブラックホールの近くを公転する恒星の固有運動を追跡し、ケプラーの法則に基づいて推定する。この方法による推定は、MPEを中心とするグループと、カリフォルニア大学ロサンゼルス校（UCLA）を中心とするグループが精力的に行っており、MPEのグループは太陽質量の428万倍、UCLAのグループは402万倍と推定している[2][3]。この質量が、直径4400万kmの球面内に収まっているとすると、以前の予想より10倍高い密度となる。
2. ブラックホールからおよそ1pc以内にある、数千に及ぶ恒星の固有運動を測定、統計的な分析から、ブラックホールは太陽質量の360万倍で、その周辺に太陽質量の100万倍分の天体があると推定した[27]。その周辺の天体は、恒星とコンパクト天体とからなると考えられる。

どちらの結果からも、太陽系から26,000光年離れた銀河系中心に、超大質量ブラックホールがあるのは間違いない、と考えられる。
| 恒星名 | 別名   | 軌道長半径 (")  | 離心率          | 軌道傾斜角 (°) | 公転周期 (年) | 近点通過時刻 (年) |
| ------ | ------ | --------------- | --------------- | -------------- | ------------- | ----------------- |
| S1     | S0-1   | 0.595 ± 0.024   | 0.556 ± 0.018   | 119.14 ± 0.21  | 166.0 ± 5.8   | 2001.80 ± 0.15    |
| S2     | S0-2   | 0.1255 ± 0.0009 | 0.8839 ± 0.0019 | 134.18 ± 0.40  | 16.00 ± 0.02  | 2002.33 ± 0.01    |
| S4     | S0-3   | 0.3570 ± 0.0037 | 0.3905 ± 0.0059 | 80.33 ± 0.08   | 77.0 ± 1.0    | 1957.4 ± 1.2      |
| S8     | S0-4   | 0.4047 ± 0.0014 | 0.8031 ± 0.0075 | 74.37 ± 0.30   | 92.9 ± 0.41   | 1983.64 ± 0.24    |
| S9     | S0-5   | 0.2724 ± 0.0041 | 0.644 ± 0.020   | 82.41 ± 0.24   | 51.3 ± 0.70   | 1976.71 ± 0.92    |
| S12    | S0-19  | 0.2987 ± 0.0018 | 0.8883 ± 0.0017 | 33.56 ± 0.49   | 58.9 ± 0.22   | 1995.59 ± 0.04    |
| S13    | S0-20  | 0.2641 ± 0.016  | 0.4250 ± 0.0023 | 24.70 ± 0.48   | 49.00 ± 0.14  | 2004.86 ± 0.04    |
| S14    | S0-16  | 0.2863 ± 0.0036 | 0.9761 ± 0.0037 | 100.59 ± 0.87  | 55.3 ± 0.48   | 2000.12 ± 0.06    |
| S17    |        | 0.3559 ± 0.0096 | 0.397 ± 0.011   | 96.83 ± 0.11   | 76.6 ± 1.0    | 1991.19 ± 0.41    |
| S18    |        | 0.2379 ± 0.0015 | 0.471 ± 0.012   | 110.67 ± 0.18  | 41.9 ± 0.18   | 1993.86 ± 0.16    |
| S19    |        | 0.520 ± 0.094   | 0.750 ± 0.043   | 71.96 ± 0.35   | 135 ± 14      | 2005.39 ± 0.16    |
| S21    |        | 0.2190 ± 0.0017 | 0.764 ± 0.014   | 58.8 ± 1.0     | 37.00 ± 0.28  | 2027.40 ± 0.17    |
| S24    |        | 0.944 ± 0.048   | 0.8970 ± 0.0049 | 103.67 ± 0.42  | 331 ± 16      | 2024.50 ± 0.03    |
| S31    |        | 0.449 ± 0.010   | 0.5497 ± 0.0025 | 109.03 ± 0.27  | 108.0 ± 1.2   | 2018.07 ± 0.14    |
| S38    |        | 0.1416 ± 0.0002 | 0.8201 ± 0.0007 | 171.1 ± 2.1    | 19.20 ± 0.02  | 2003.19 ± 0.01    |
| S54    |        | 1.20 ± 0.87     | 0.893 ± 0.078   | 62.2 ± 1.4     | 477 ± 199     | 2004.46 ± 0.07    |
| S55    | S0-102 | 0.1078 ± 0.0010 | 0.7209 ± 0.0077 | 150.1 ± 2.2    | 12.80 ± 0.11  | 2009.34 ± 0.04    |

厳密に言うと、観測される質量と大きさを説明するブラックホール以外の解もなくはないが、そのような場合でも、銀河系の年齢より遙かに短い時間で、一つの超大質量ブラックホールへと縮退してしまう。
いて座A*の電波源の中心がブラックホールの位置と一致しているとするならば、重力レンズ効果によって、本当の大きさより拡大された像を見ていると考えられる。一般相対性理論によると、この効果で観測される見かけの大きさは、ブラックホールのシュヴァルツシルト半径の5.2倍以上となる。ブラックホールの質量が太陽の400万倍、地球からの距離が2万6000光年だとすると、この大きさは約52マイクロ秒角以上になる。実際に観測された大きさは37マイクロ秒角なので、理論予測よりかなり小さい。それはいて座A*の電波がブラックホールを中心とする対称的な領域全体からではなく、ブラックホールの周り、事象の地平面に近い降着円盤や、円盤から放出される相対論的ジェットなどの構造にある明るい部分から放射されているからだと考えられる 。
結局のところ、観測で見えているものはブラックホール自体ではないが、いて座A*のすぐ傍にブラックホールがあることになる。観測される電波や赤外線のエネルギー源は、ガスや塵がブラックホールへ落ち込む間に数百万Kの高温へと加熱されたものである。ガスが放射エネルギーを生み出す原理は、放射圧やガス流同士の相互作用などの可能性もあるが、巨大重力源との相互作用とするのが最も理解しやすい。ブラックホール自体からの放射はホーキング放射だけと考えられ、その温度の水準は10−14K程度なので無視できる。
いて座A*は、銀河中心の超大質量ブラックホールとしては「比較的」小さく、電波及び赤外線で輝線が弱いことから、天の川銀河はセイファート銀河ではないと考えられる。一方で、ガンマ線観測衛星インテグラルが、近くの巨大分子雲いて座B2を観測した結果、いて座B2から放射されるガンマ線は、いて座A*からおよそ3-400年前に放出されたX線との相互作用によって生じたことが示唆された。この時の爆発で生じた全放射エネルギーは、毎秒およそ1.5 ×1039 ergで、現在いて座A*から出力されるエネルギーのざっと100万倍高く、典型的な活動銀河核に匹敵するとされる。この結果は、X線天文衛星すざくによる観測でも裏付けられている。

## ガス雲G2の接近
2012年、銀河系中心でガス雲G2の発見が報告された。ガス雲G2は、2002年の観測データから検出されており、質量は地球のおよそ3倍で、いて座A*に物質が降着する領域へ向かっていると推定された。予報では、2014年5月にブラックホールの近点を通過し、その時の距離はブラックホールの事象の地平面からせいぜい36光時（400億km）と推定された。2009年以降、G2の末端部が徐々に引き裂かれる様子が観測され、近点通過の頃には完全に崩壊し、その際にX線その他で非常に明るくなると予想された。他にも、G2はガス雲というよりガスをまとった恒星で、ブラックホールをそのまま通過して恒星が姿を見せるのではないか、とか、いて座A*以前に、その周辺にある小質量ブラックホールや中性子星に接近し、それらについて何らかの知見が得られるのではないか、といった予想もされた。

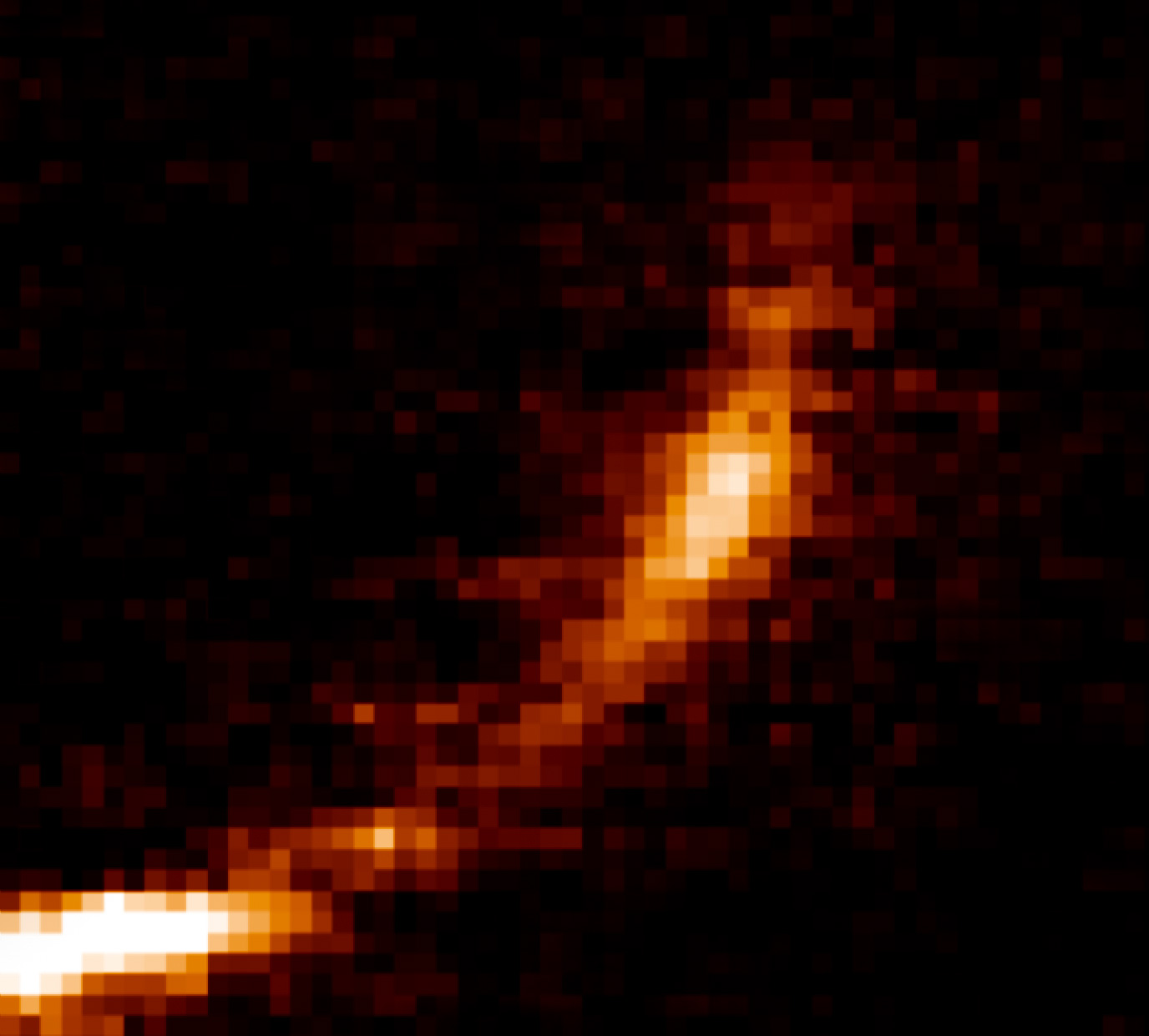
超大質量ブラックホールに接近したガス雲が引き伸ばされた様子。出典: ESO / S. Gillessen

ガス雲G2のいて座A*への接近は、超大質量ブラックホールへどのように物質が降着し、エネルギーが放出されるかを観測できる貴重な機会と捉えられ、チャンドラ、XMM-Newton、EVLA、インテグラル、スウィフト、フェルミ、VLT、ケック望遠鏡など、錚々たる望遠鏡が、この接近を観測していた。ヨーロッパ南天天文台とローレンス・リバモア国立研究所のグループは、これに先立って数値計算によるG2の挙動の予測も行った。最接近前の2013年には、VLTがG2の非常に淡い部分まで観測した結果、G2は大きく引き伸ばされており、その先端は既に最接近点を通過したとみられる、と発表された。
しかし、爆発などの目立った現象が何も観測されないまま、2014年の最接近は過ぎ、ガス雲G2は最接近後も生存している。
UCLAの銀河中心グループは、いち早くG2が無事だったと発表し、このガス雲には中心星があるとした。その後の分析では、G2がガス雲ではなく、ブラックホールの周りを公転している連星系を形成する恒星が、合体して大きな恒星になった、と提唱した。
一方、MPEのグループは2014年7月21日、VLTでの観測に基づき、G2は独立したガス雲というより、薄く連続した物質の流れの中で一際密集した部分である、と発表した。そして、G2を含むガス流は、勢いよくぶつかる突風ではなくそよ風のように、ブラックホール周りの公転面上を吹き続けている、と予想した。この仮説を裏付けるかのように、G2より13年前にブラックホールに最接近したガス雲G1は、G2とほぼ同じ軌道を通っており、一つの大きなガス流の中にある密集領域であることと整合がとれる。